# Країна-господар
Країна-господар (англ. host nation, скорочено HN, КГ) — країна, що приймає (у цьому випадку) війська країн-членів НАТО.

## Правові основи
Правовою основою для цих дій у міжнародному праві є Ст. 5 Вашингтонського договору від 4 квітня 1949 про згоду країн-учасників на те, що збройний напад у Європі чи США буде визнаватись за акт агресії проти всіх країн і кожна з них на основі права до самостійної чи групової самооборони згідно ст. 51 Статуту ООН надасть допомогу країні чи країнам, що зазнали нападу, здійснюючи негайно дії (самостійно чи разом з союзниками), які визнає за доцільні, у тому числі вживання збройної сили, для дотримання миру у північноатлантичному регіоні.

### Підтримка Країни-господаря
На основі програми Підтримки Країни-господаря (англ. Host Nation Support, скорочено HNS) приймаюча країна на основі укладених домовленостей надає військово-цивільну допомогу в час миру, кризи, війни союзним силам НАТО, розміщеним на його території чи переміщаються через неї. Висилаюча Країна (SN) займається переміщенням, постачанням військ. КГ бере на себе відповідальність за транспорт, контроль руху, обслуговування, сервіс, складування, постачання води, палива, харчів. КГ визначає місця розміщення, складування іноземних військ, обсяг і терен їхньої відповідальності. Союзні війська на території КГ не підлягають паспортному контролю, угодам про реєстрацію іноземців і не отримують права постійного перебування на теренах цієї країни. Вимагаються посвідчення особи, з Висилаючої Країни, індивідуальний чи груповий наказ виїзду.

### Дії в рамках місії
У рамках підтримки місії КГ війська можуть користуватись:
- повітряними і морськими базами, портами для прибуття і евакуації
- послугами обладнання, складування, охорони, ремонту у повітряних і морських портах
- постачанням озброєння з доступом до військових арсеналів, перевезення озброєння, обслуговування вибухових речовин
- надання допомоги кваліфікованого і некваліфікованого цивільного персоналу
- засобами зв'язку (устаткування, персонал)
- будівельних послуг по монтажу, відбудові об'єктів інфраструктури, мостів
- допоміжні послуги складування, адміністраційні, розквартирування
- підвезення палива з доступом до паливних складів, трубопроводів, послуг лабораторій
- ремонту озброєння, оснащення з метою евакуації пошкодженої техніки
- медичних послуг шпиталів, медичної евакуації, отримання невідкладної допомоги
- послуг ЗМІ, забезпечення прийняття делегацій готелями, закладами харчування, транспортом, перекладачами, зв'язком
- допомоги полоненим та інтернованим
- забезпечення безпеки через надання охорони
- теренів для зосередження і отримання допомоги через складування запасів, допомога в оплаті послуг
- забезпечення і господарсько-побутових послуг з постачання харчів, води, користування лазнями, пральнями, відпочинку, реабілітації, особистої охорони